# 玩命光頭
《玩命光頭》（法語：Amis publics）是一部2016年法國喜劇片，由艾都瓦·布吕维耶執導並與凱夫·亞當斯、Grégory Boutboul、John Eledjam共同撰寫劇本。電影由亞當斯主演，於2016年2月17日在法國上映。

## 劇情
故事敘述雷歐（凱夫·亞當斯 飾）為了讓弟弟死而無憾，策劃了一場假搶行動，誰知陰錯陽差變成劫富濟貧的冒險。

## 演員
- 凱夫·亞當斯 飾 雷歐·佩雷斯（Léo Perez）
- 保羅·巴特爾 飾 班·佩雷斯（Ben Perez）
- 克蘿·柯萊沃 飾 艾娜（Ana）
- 文森·艾巴 飾 巴托洛梅奧（Bartoloméo）

## 外部連結
- 互联网电影数据库（IMDb）上《Amis publics》的资料（英文）